# Vzpírání na Letních olympijských hrách 2000
Soutěže ve vzpírání na Letních olympijských hrách 2000 byly na programu od 16. září do 26. září 2000. Jejich místem bylo Sydney Convention Centre v Darling Harbouru v Sydney. Vypsáno bylo osm hmotnostních kategorií mužů a poprvé i sedm kategorií žen. Medaile se jako obvykle udělovaly pouze ve dvojboji, skládajícím se z trhu a nadhozu. Závody přinesly množství světových rekordů, ale také značné problémy s dopingem.

## Průběh soutěží
Soutěže vynikaly vysokým počtem překonaných světových rekordů. Celkem padlo devět mužských a 17 ženských světových rekordů, 23 olympijských rekordů a 10 juniorských světových rekordů. O tři rekordy se postaral Turek Halil Mutlu v nejlehčí kategorii do 56 kilogramů, maximum ale ve dvojboji překonal i Husejn Rezazadeh z Íránu, který v kategorii nad 105 kilogramů porazil obhájce vítězství Němce Ronnyho Wellera a získal neoficiální titul nejsilnějšího muže her. I tuto kategorii postihl doping, kvůli užití zakázaného stanozolu byl diskvalifikován Armén Ašot Danieljan, původně třetí, a musel vrátit bronzovou medaili.
Podobně dopadli i bulharští vzpěrači Ivan Ivanov (původně druhý v kategorii do 56 kg), Sevdalin Minčev Angelov (původně třetí v kategorii do 62 kg) a Isabela Dragnevová, která původně měla být historicky první vítězkou olympijské vzpěračské soutěže žen (kategorie do 48 kg byla na programu jako první ženská 17. září). Bulhaři užívali zakázaná diuretika. Po těchto případech byl rozhodnutím Mezinárodní vzpěračské federace vyloučena celá bulharská reprezentace a měla odcestovat, ale nakonec zůstala a vybojovala ještě další medaile.
Šokem jiného druhu byl výpadek Turka Naima Suleymanoglu, který po vítězstvích na předchozích třech olympijských hrách ani zdaleka nezvládl základ 145 kg v trhu a skončil bez úspěšného pokusu. Jeho rekord tří zlatých medailí vyrovnal na Hrách v Sydney Řek Pyrros Dímas.
Dopingová aféra zasáhla i českou výpravu. Zbyněk Vacura byl vyloučen z týmu cestou do Sydney kvůli tomu, že měl mít v průběhu soustředění v Praze pozitivní nález. Později ale potrestán nebyl kvůli nejasnostem v případu. V Sydney tak startoval v nejtěžší kategorii jen Petr Sobotka, který vzepřel 175 kg v trhu a 217,5 kg v nadhozu a obsadil výkonem 392,5 kg konečné 14. místo.

## Medailisté

### Muži
| Kategorie  | Zlato                              | výsledek                               | Stříbro                         | výsledek                | Bronz                                 | výsledek             |
| do 56 kg   | Halil Mutlu · Turecko (TUR)        | 305 kg SR (137,5 SR+167,5 SR)          | * Wu Wensiung · Čína (CHN)      | 287,5 kg (125+162,5)    | Čang Siangsiang · Čína (CHN)          | 287,5 kg (125+162,5) |
| do 62 kg   | Nikolaj Pečalov · Chorvatsko (CRO) | 325 kg OR (150 OR+175)                 | Leonidas Sabanis · Řecko (GRE)  | 317,5 kg (147,5+170)    | ** Gennadij Oleščuk · Bělorusko (BLR) | 317,5 kg (142,5+175) |
| do 69 kg   | Galabin Boevski · Bulharsko (BUL)  | 357,5 kg OR (162,5+195 OR/196,5 SR***) | Georgi Markov · Bulharsko (BUL) | 352,5 kg (165 SR+187,5) | Sergej Lavrenov · Bělorusko (BLR)     | 340 kg (157,5+182,5) |
| do 77 kg   | Čan Sü-kang · Čína (CHN)           | 367,5 kg (160+207,5 OR)                | Viktor Mitrou · Řecko (GRE)     | 367,5 kg (165+202,5)    | Arsen Melikjan · Arménie (ARM)        | 365 kg (167,5+197,5) |
| do 85 kg   | Pyrros Dimas · Řecko (GRE)         | 390 kg (175+215)                       | Marc Huster · Německo (GER)     | 390 kg (177,5+212,5)    | Giorgi Asanidze · Gruzie (GEO)        | 390 kg (180+210)     |
| do 56 kg   | Akakios Kakiasvilis · Řecko (GRE)  | 405 kg (185+220)                       | Szymon Kolecki · Polsko (POL)   | 405 kg (182,5+222,5)    | Alexej Petrov · Rusko (RUS)           | 402,5 kg (180+222,5) |
| do 105 kg  | Husejn Tavakoli · Írán (IRI)       | 425 kg (190+235)                       | Alan Cagajev · Bulharsko (BUL)  | 422,5 kg (187,5+235)    | Asaad Said Saif · Katar (QAT)         | 420 kg (190+230)     |
| nad 105 kg | Hossein Rezazadeh · Írán (IRI)     | 472,5 kg SR (212,5 SR+260)             | Ronny Weller · Německo (GER)    | 467,5 kg (210+257,5)    | **** Andrej Čemerkin · Rusko (RUS)    | 462,5 kg (202,5+260) |

Pozn.: *) Původně získal stříbro Ivan Ivanov z Bulharska, ale byl diskvalifikován kvůli dopingu.

**) Původně získal bronz Sevdalin Minčev Angelov z Bulharska, ale byl diskvalifikován kvůli dopingu.

***) Boevski v nadhozu vzepřel světový rekord 196,5 kg, ale kvůli pravidlům mu byl do výsledků zapsán jen výkon 195 kg, který je tak oficiálním olympijským rekordem.

****) Původně bronz získal Ašot Danieljan z Arménie, ale kvůli dopingu byl diskvalifikován.

### Ženy
| Kategorie | Zlato                                         | výsledek                   | Stříbro                                  | výsledek                | Bronz                                            | výsledek             |
| do 48 kg  | * Tara Nottová · Spojené státy americké (USA) | 185 kg (82,5+102,5)        | Raema Lisa Rumbewasová · Indonésie (INA) | 185 kg (90+105)         | Sri Indriyaniová · Indonésie (INA)               | 182,5 kg (82,5+100)  |
| do 53 kg  | Jang Sia · Čína (CHN)                         | 225 kg SR (100 SR+125 SR)  | Li Feng-Jing · Tchaj-wan (TPE)           | 212,5 kg (97,5+115)     | Winami Binti Slametová · Indonésie (INA)         | 202,5 kg 90+112,5)   |
| do 58 kg  | Soraya Jiménezová · Mexiko (MEX)              | 222,5 kg (95+127,5)        | Ri Song Hui · Severní Korea (PRK)        | 220 kg (97,5+122,5)     | Khassaraporn Sutová · Thajsko (THA)              | 210 kg (92,5+117,5)  |
| do 63 kg  | Čchen Siao-min · Čína (CHN)                   | 242,5 kg SR (112,5+130 SR) | Valentina Popovová · Rusko (RUS)         | 235 kg (107,5+127,5)    | Ioanna Chatziioannouová · Řecko (GRE)            | 222,5 kg (97,5+125)  |
| do 69 kg  | Lin Wej-ning · Čína (CHN)                     | 242,5 kg (110+132,5)       | Erzsebet Markusová · Maďarsko (HUN)      | 242,5 kg (112,5 SR+130) | Karnam Malleswariová · Indie (IND)               | 240 kg (110+130)     |
| do 75 kg  | María Isabel Urrutiaová · Kolumbie (COL)      | 245 kg (110+135)           | Ruth Ogbeifová · Nigérie (NGR)           | 245 kg (105+140)        | Kuo I-Chang · Tchaj-wan (TPE)                    | 245 kg (107,5+137,5) |
| nad 75 kg | Ting Mej-jüan · Čína (CHN)                    | 300 kg SR (135 SR+165 SR)  | Agata Wrobelová · Polsko (POL)           | 295 kg (132,5+162,5     | Cheryl Haworthová · Spojené státy americké (USA) | 270 kg (125+145)     |

Pozn.: *) Původní vítězka kategorie do 48 kg Izabela Dragnevová byla diskvalifikována kvůli dopingu.